# كاني رش (أشنوية)
كاني رش هي قرية في مقاطعة أشنوية، إيران. عدد سكان هذه القرية هو 416 في سنة 2006.